# Анастасий IV
Анастасий IV е римски папа от 8 юли 1153 до 3 декември 1154 г.
До избирането му за папа, заема поста кардинал, епископ на Сабина.
Взима участие в двойните избори за папа през 1130 г. като един от най-отявлените противници на антипапа Анаклет II (1130 – 1138) и когато папа Инокентий II (1130 – 1143) бяга във Франция, той остава като негов викарий в Италия.
По време на краткия си понтификат играе ролята на умиротворител: приема условията на император Фридрих I Барбароса по спорния въпрос с Магдебургската архиепископия и приключва дългогодишния спор (траещ вече четири понтификата) относно назначаването на Уилям Фицхърбърт (по-известен като Св. Уилям Йоркски) като архиепископ на Йорк.
Папа Анастасий IV умира на 3 декември 1154 г. Наследява го кардинал Николай от Албано – папа Адриан IV (1154 – 1159).